# Schloss Ebersdorf

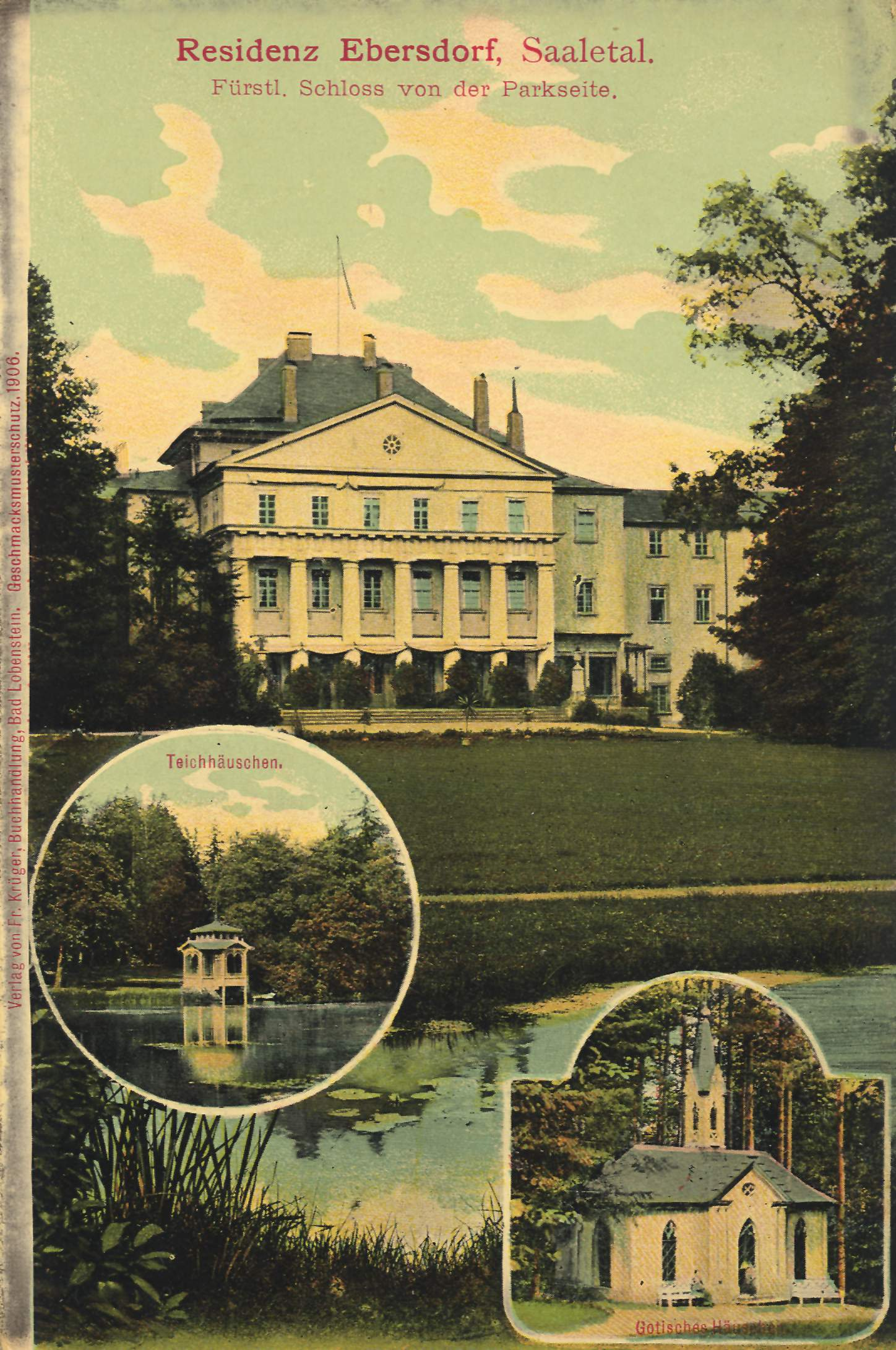
Ansichtskarte Schloss, Teichhäuschen und Gotisches Häuschen (um 1900)

Das Schloss Ebersdorf ist ein ehemaliges Residenzschloss mit Park im Ortsteil Ebersdorf der Stadt Saalburg-Ebersdorf im Saale-Orla-Kreis im Südosten Thüringens. Es handelt sich um eine unregelmäßige Vierflügel-Anlage mit über 120 Räumen, die einen 1.300 m² großen Innenhof umschließt. Es diente den Grafen von Reuß-Ebersdorf von 1690 bis 1848 als Residenz.

## Geschichte
Vor dem Schloss gab es ein Rittergut, das vor 1425 durch die Herren und Vögte von Gera gekauft wurde. Nach mehrmaligem Besitzerwechsel fiel das Gut 1670 an die jüngere Linie Reuß. 1682 kaufte es Heinrich I. Reuß-Schleiz (1639–1692) als möglichen Residenzstandort für seinen Vetter Heinrich X. Heinrich I. war der Vormund von Heinrich X., der 1678 durch Teilung der Grafschaft Reuß-Lobenstein noch minderjährig zum ersten Grafen von Reuß-Ebersdorf geworden war. Als Heinrich X. 1683 die Regierung antrat, bedurfte er keiner besonderen Residenz, da er erst einmal am Großen Türkenkrieg teilnahm.
Ab etwa 1690 warb Heinrich X. um Erdmuthe Benigna zu Solms-Laubach als Ehefrau. Er ließ die alte Wasserburg abreißen und ab 1692 nach den Plänen des Mühltroffer Baumeisters Reinel ein äußerlich schmuckloses Barockschloss, das auch von einem Wassergraben umgeben war, errichten.  Es wurde nach der Hochzeit am 29. November 1694 die Residenz des Paares. Der Bau kostete über 3.700 Gulden. Die vorgesehenen Kosten waren weit überschritten. Schon 1696 wurde das Schloss durch einen Brand beschädigt. Die Bewohner von Ebersdorf und den umliegenden Ortschaften wurden angewiesen, für die Reparaturen Steine aus der Saale heranzufahren.

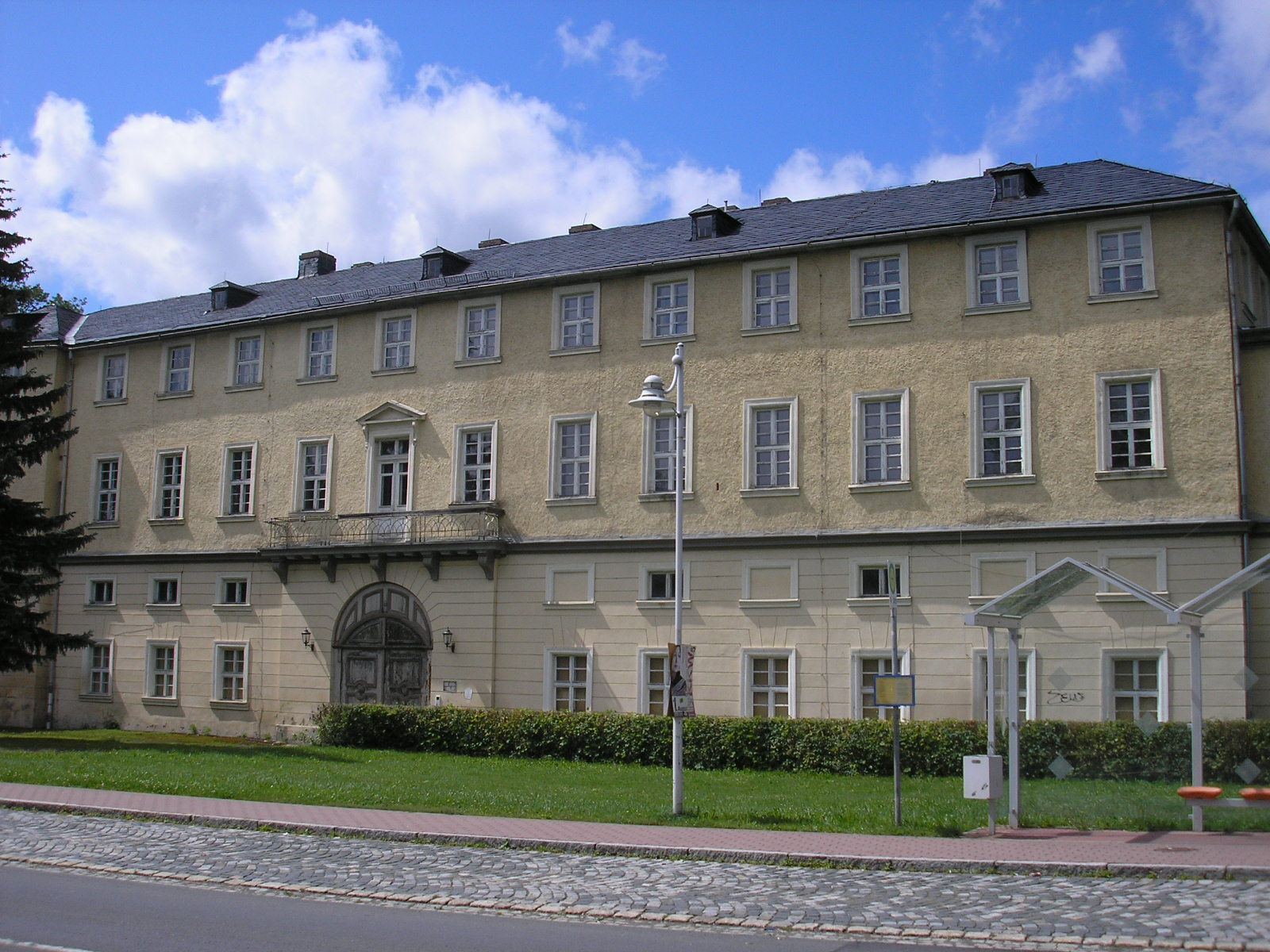
Barocke Südfassade

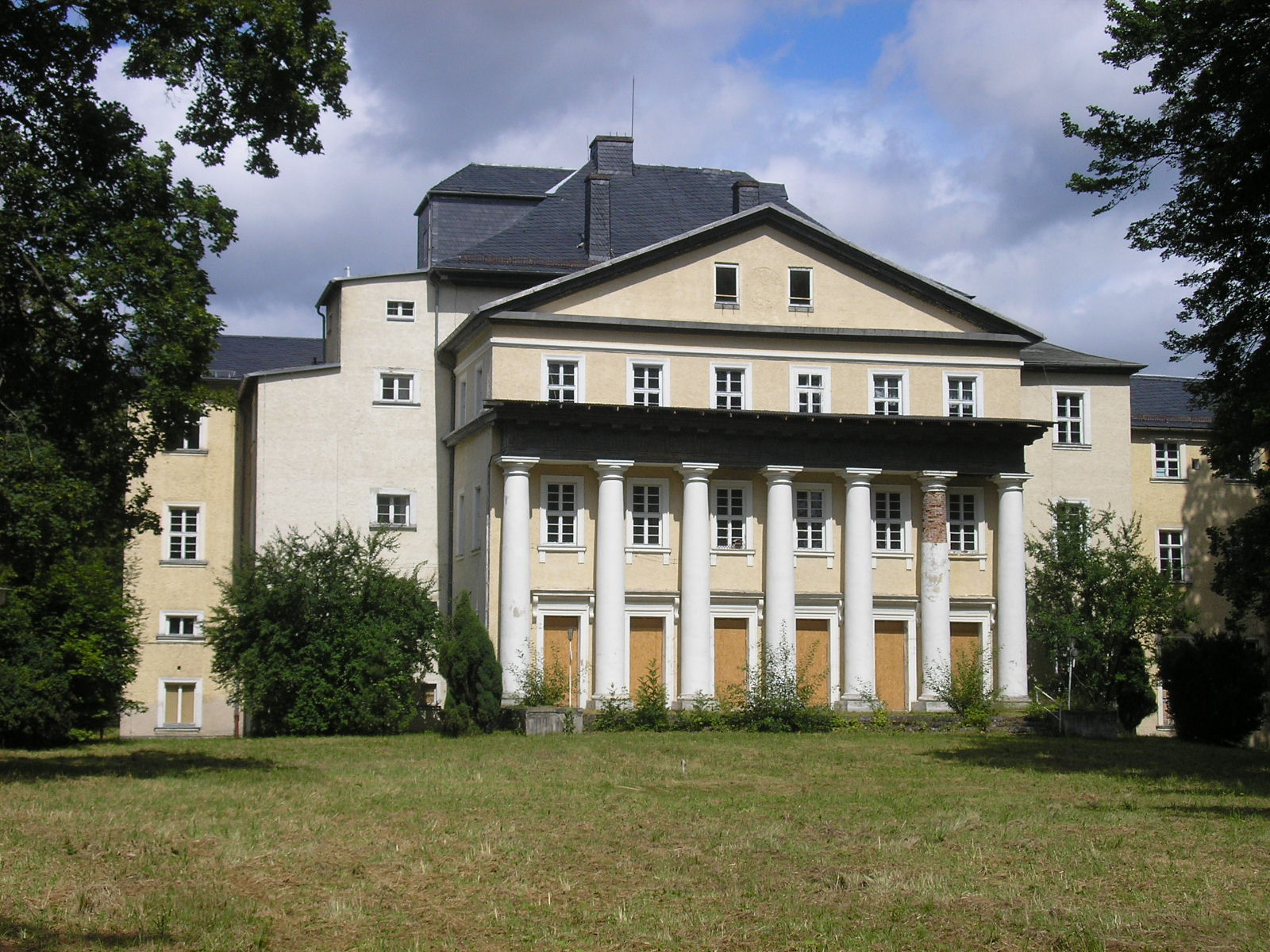
Klassizistische Westfassade

Von 1709 bis 1711 gab es unter Heinrich X. größere Erweiterungen der Anlage. Es entstand ein nördlicher Wirtschaftsflügel für das Hofpersonal und ein südlicher Amts- und Wohnflügel. Bis 1732 erfolgten weitere Baumaßnahmen. Ein Turm, in den eine Uhr mit Schlagwerk eingebaut war, wurde später wieder abgerissen. Die Glocken wurden zum Schmelzgut für die Ebersdorfer Kirche. Als Heinrich X. 1711 starb, ließ seine Witwe für ihre pietistische Gemeinde am Hof eine eigene Schlosskapelle einrichten. Ihr Sohn Heinrich XXIX., der 1721 Regent wurde, war ein Freund von Graf Nikolaus Ludwig von Zinzendorf, der Heinrichs Schwester Erdmuthe Dorothea heiratete. Die Trauung im Schloss Ebersdorf am 7. September 1722 erfolgte durch den Hofprediger Johann Heinrich Schubert. Im gleichen Jahr ermöglichte Zinzendorf auf seinem Gut in der Oberlausitz die Gründung der Herrnhuter Brüdergemeine für protestantische Glaubensflüchtlinge aus Mähren. Ab 1730 traten Mitglieder der Herrnhuter Brüdergemeine in den Dienst von Heinrich XXIX, was zu Konflikten mit dem bisher vorherrschenden Hallischen Pietismus am Hof führte. Zinzendorf vermittelte deshalb seinem Schwager Friedrich Christoph Steinhofer als Hofkaplan, der bis 1747 in Ebersdorf blieb. 1736 begann die räumliche Trennung der Herrnhuter vom Schloss, als sie das Erziehungs- und Waisenhaus übernahmen, das Gräfin Erdmuthe Benigna 1732 gestiftet hatte. 1745 trennte Heinrich XXIX. die Brüdergemeine auch rechtlich von der Schlossgemeinde und gab ihnen das Recht eigene Pfarrer anzustellen.
Heinrich XXIV., der 1747 Regent wurde, war dem Pietismus nicht mehr so eng verbunden wie seine Vorfahren. Am 24. August 1751 trennte er die Brüdergemeine durch Dekret von der lutherischen Landeskirche Reuß und unterstellte sie Herrnhut. 1756 schenkte Heinrich XXIV. die Orgel aus dem Kirchensaal des Schlosses für das Gemeinhaus. 1761 gab er der Brüdergemeine das Recht, „alle Arten der Künste, Handwercke und Gewerbe, ohne sich den Innungen incorporieren zu lassen, zu treiben“, was in Ebersdorf zu einem beträchtlichen wirtschaftlichen Aufschwung führte.

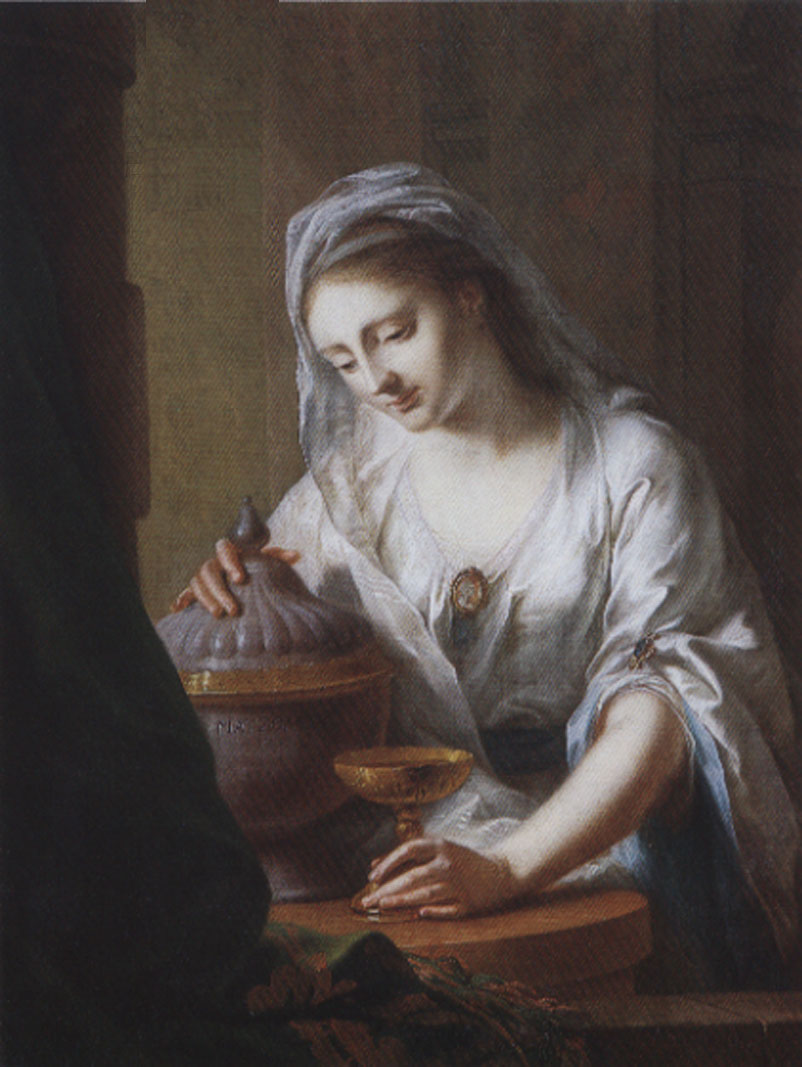
Artemisia. Zu diesem bekanntesten Gemälde Tischbeins saß 1775 die damals achtzehnjährige Gräfin Auguste Reuß zu Ebersdorf Modell

Heinrich XXIV. widmete sich auch anderweitig der Stärkung seiner Grafschaft. Seine Tochter Auguste galt als eine der schönsten Frauen ihrer Zeit. 1775 bekam der Maler Johann Heinrich Tischbein für 100 Gulden den Auftrag, sie in einem Gemälde als Artemisia darzustellen. Dieses Gemälde entstand mit hoher Wahrscheinlichkeit im Ebersdorfer Schloss. Es wurde auf dem Immerwährenden Reichstag in Regensburg ausgestellt, damit potentielle Ehekandidaten auf Auguste aufmerksam würden. Sie heiratete am 13. Juni 1777 in Ebersdorf Erbprinz Franz von Sachsen-Coburg-Saalfeld, der das Gemälde für 400 Gulden erworben hatte.
Auguste wurde zur Stammmutter der Coburger Dynastie. Ihr Sohn Leopold war der erste König der Belgier. Sie war auch die Großmutter mütterlicherseits der britischen Königin Victoria sowie die Großmutter väterlicherseits deren Ehemannes Prinz Albert.
Unter Heinrich LI., ab 1779 Graf zu Ebersdorf, erhielt der Westflügel zwischen 1788 und 1792 einen klassizistischen Umbau, der von Christian Friedrich Schuricht ausgeführt wurde. Er gab dem Flügel als Saalbau eine repräsentative Fassade hin zum Schlosspark. Wie eine sechsachsige Tempelfront ist sie durch kolossale Säulen mit Gebälk und einen zurückgesetzten Dreiecksgiebel gegliedert. Auf der Gartenseite entstand im Erdgeschoss der große Gartensaal und im ersten Obergeschoss der klassizistisch ausgestattete Ovale Saal als Speisesaal. Auf der gleichen Etage wurden neben einem Nord- und einem Südost-Zimmer auch das Gesellschaftszimmer sowie das Billardzimmer eingerichtet. Auf der Hofseite hatte im zweiten Obergeschoss der über zwei Etagen reichende ehemalige barocke Hauptsaal schon eine aufwändige Stuckdecke. Dieser ehemalige Festsaal wurde nach dem Tod von Heinrich X. 1711 von seiner Witwe zum Kirchensaal für ihre pietistische Schlossgemeinde umgewidmet, um später als Bibliothek zu dienen. Mit klassizistischen Wandmalereien wurde insbesondere das erste Obergeschoss versehen.
Heinrich LI. konnte Reuß-Ebersdorf weiter wirtschaftlich stärken, indem er 1791 Louise Henriette, die einzige Tochter und Alleinerbin des Grafen Gotthelf Adolph von Hoym, heiratete. Hilfreich für seine Vorhaben am Schloss Ebersdorf war auch, dass er 1802 vom Tod des Grafen Heinrich XXX., dem letzten Grafen Reuß zu Gera, profitierte. Heinrich LI. wurde Mitregent und bekam ein Viertel der Geraer Einnahmen. Ab 1802 wurde der Schlosspark in Ebersdorf erweitert.
Am 9. und 10. Oktober 1806 quartierte sich Kaiser Napoléon Bonaparte während des Feldzugs gegen Preußen vorübergehend mit 32 Generälen und Stabsoffizieren im Ebersdorfer Schloss ein, das seit dem April 1806 eine fürstliche Residenz war.

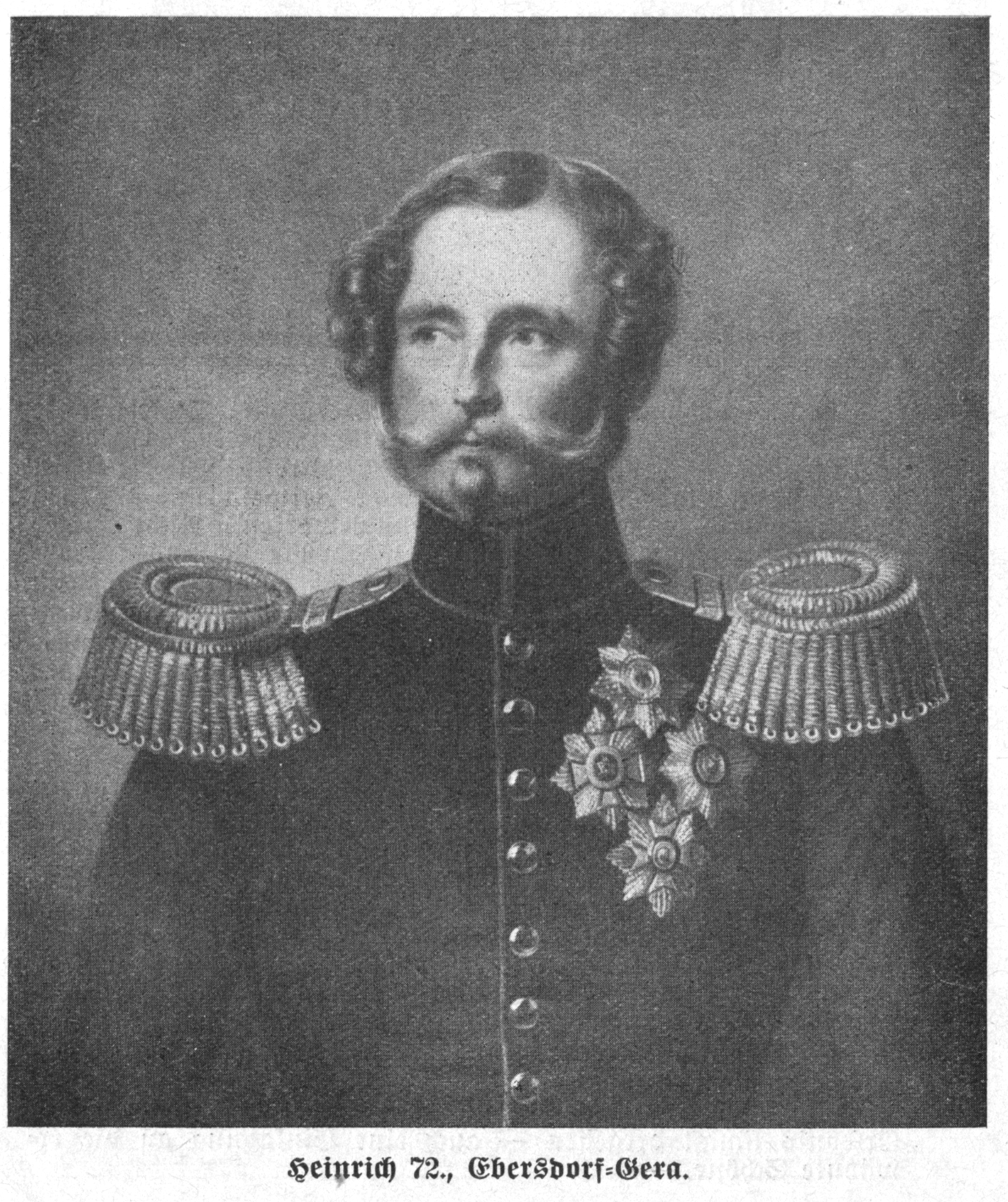
Heinrich LXXII. Fürst Reuß-Lobenstein und Ebersdorf

1843 oder 1846 war die Tänzerin Lola Montez Gast von Heinrich LXXII. Dies war eine der Eskapaden des Fürsten, der seit 1822 regierte. Seit 1824, nach dem Tod von Fürst Heinrich LIV. Reuß zu Lobenstein, war Heinrich LXXII. Fürst Reuß-Lobenstein und Ebersdorf. Seine autoritäre Regierung mit skurrilen Wortschöpfungen wie z. B. „Prinzipienreiter“ und schrulligen Erlässen erregte deutschlandweit Aufmerksamkeit, hatte aber negative Auswirkungen auf die Qualität seines Verwaltungsapparates. Nicht nur sein Dienstpersonal hatte unter seiner Unberechenbarkeit zu leiden. Auch seine Angewohnheit, bei schlechter Laune vom Balkon auf der Südseite des Schlosses Passanten oder Fuhrleute von der Straße weg willkürlich verhaften zu lassen, brachte ihm keine Sympathien ein. Im Revolutionsjahr 1848 dankte Heinrich LXXII. zugunsten des Fürsten Heinrich LXII. Reuß zu Schleiz ab. Damit diente das Schloss nur noch als Sommersitz der Familie.
Am Abend des 1. Oktober 1874 bestand Gefahr für das Schloss, als das benachbarte Kammergut völlig abbrannte. Am Abend des 8. Februar 1951 brannte der ehemalige fürstliche Marstall ab, in dem ein Kino- und Theatersaal eingerichtet worden war. Anstelle des Marstalls wurde das Kulturhaus (heute Bürgerhaus) neu gebaut und am 21. Februar 1954 eröffnet.
Nachdem die 3. US-Armee am 13. April 1945 Ebersdorf erreicht hatte, wurde im Schloss Ebersdorf eine größere Menge französischer Akten gefunden. Schon drei Tage später waren Spezialisten der Operation Goldcup, die auf der Suche nach Aktenbeständen des Auswärtigen Amtes waren, vor Ort. Neben Akten aus weiteren Ländern, die ebenfalls abtransportiert wurden, fanden sie auch eine Werkstatt zur Fälschung von Dokumenten. Die Akten hatte Carl Arnold Willemsen als Leiter der Archivkommission des Auswärtigen Amtes vom Gut Schreibendorf bei Landeshut im Riesengebirge, wo sie sein Vorgänger Eckhard von Schack eingelagert hatte, vor der heranrückenden Roten Armee nach Ebersdorf bringen lassen.
Als die US-Soldaten in Ebersdorf ankamen, lebten im Schloss neben der Fürstenfamilie und ihren Bediensteten noch 70 Evakuierte aus u. a. Gera, Dresden und Schlesien, darunter auch 15 Mitglieder verschiedener regierender Adelshäuser.
Nachdem die sowjetischen Soldaten, die ab Juli 1945 in Ebersdorf waren, das Schloss 1946 verlassen hatten, lagerte anfangs die Raiffeisengenossenschaft Schleiz Getreide in einigen Räumen. Im Sommer 1947 baute die Volkssolidarität das Schloss zu einem Feierabendheim um, in das am 8. April 1948 die ersten 50 Bewohner einzogen. Sie stammten aus dem Kreisversorgungsheim Schleiz. In das primitiv eingerichtete Heim wurden auch Vertriebene aus dem Raum Breslau und dem Sudetenland aufgenommen, die zuvor in einem Quarantänelager in Sonneberg untergebracht waren. 1955 wurde aus dem Altenheim ein Pflegeheim, in dem 1963 rund 270 Personen in 63 Zimmern untergebracht waren. In den 1960er Jahren wurden Wandgemälde von Ebersdorf in das damals frisch sanierte Schloss Molsdorf in Erfurt gebracht, um dort als Dekoration der gastronomisch genutzten Räume im Erdgeschoss zu dienen. Ab 1970 gab es im Heim auch einen Treff der Volkssolidarität und rund 30 Ebersdorfer Rentner erhielten ein verbilligtes Mittagessen. 1972 wurde als vierter Flügel ein neuer Wirtschaftstrakt mit Zentralheizung, Garagen und Mitarbeiterwohnungen errichtet. Dadurch wurde der Innenhof geschlossen. Als der DRK-Kreisverband, der 1992 Verwaltungsträger des Heimes wurde, einen Ersatzneubau in Bad Lobenstein eröffnete, wurde im Jahr 2000 das Alten- und Pflegeheim im Schloss geschlossen.
Es folgten Jahre des Leerstandes. Als der Landkreis Saale-Orla als Besitzer die Rückübertragungsansprüche des Hauses Reuß als erledigt ansah, schrieb er 2015 das Schloss und den ältesten Teil des Schlossparks öffentlich zum Verkauf aus. Seit 2015 engagierte sich der Verein Schloss Ebersdorf für die Wiederherstellung und Erhaltung des Schlosses. Der Verein initiierte ein Projekt von Architekturstudenten der Fachhochschule Erfurt, die Konzepte und Modelle für eine private Gourmet-Universität im Schloss ähnlich dem Basque Culinary Center in San Sebastián erarbeiteten und im Mai 2017 präsentierten Im Dezember 2017 erfolgte der Verkauf für 100.000 Euro an Heinrich XIX. Prinz Reuss und dessen Familie. Damit ging das Schloss wieder in den Besitz seiner ursprünglichen Eigentümer zurück. 2020 begann die Sanierung des Daches des Südflügels. Das Schloss soll künftig teilweise als Wohnobjekt genutzt werden. Heinrich Hendrik Reuß plante den Umzug seiner Familie von Potsdam nach Ebersdorf für 2021.

## Schlossbibliothek
1811 ist eine Bibliothek im ersten Stock des Hauptgebäudes nachgewiesen. In zwölf großen Schränken im Kirchensaal befand sich eine Handbibliothek. Aber auch in den Fluren standen Regale mit Büchern. Heinrich XXIV. hatte 1720 mit dem Sammeln von Büchern begonnen. Von den ca. 10.000 Bänden der Bibliothek konnte Pfarrer Werner Burckhardt 1946 rund 3.000 in den Kirchensaal der Brüdergemeine retten. Das Schloss war im Juli 1945 zur Kaserne für die Rote Armee geworden, die keine Rücksicht auf den Bibliotheksbestand nahm. Der gerettete Restbestand der Bibliothek wurde im Sommer 1946 der Stadtbibliothek Gera übergeben. Vom Stadtarchiv Gera gelangten die Bände im Juni 1961 in die damalige Thüringischen Landesbibliothek(Herzogin-Anna-Amalia-Bibliothek) in Weimar. Teile des geretteten Ebersdorfer Bestandes wurden zeitweise im Schillerhaus in Weimar ausgestellt. 1999 wurde der Bestand an das Fürstenhaus rückübertragen. Verhandlungen mit der Herzogin-Anna-Amalia-Bibliothek, die bis zum 30. November 2014 den unentgeltlichen Nießbrauch hatte, über den Verkauf scheiterten anscheinend an der Thüringer Landesregierung. Schließlich wurden die Bücher bis auf 87 Bände mit familienhistorischer Bedeutung an die Johannes a Lasco Bibliothek in Emden verkauft, die u. a. auf die Geschichte und Theologie des reformierten Protestantismus spezialisiert ist.

## Orangerie

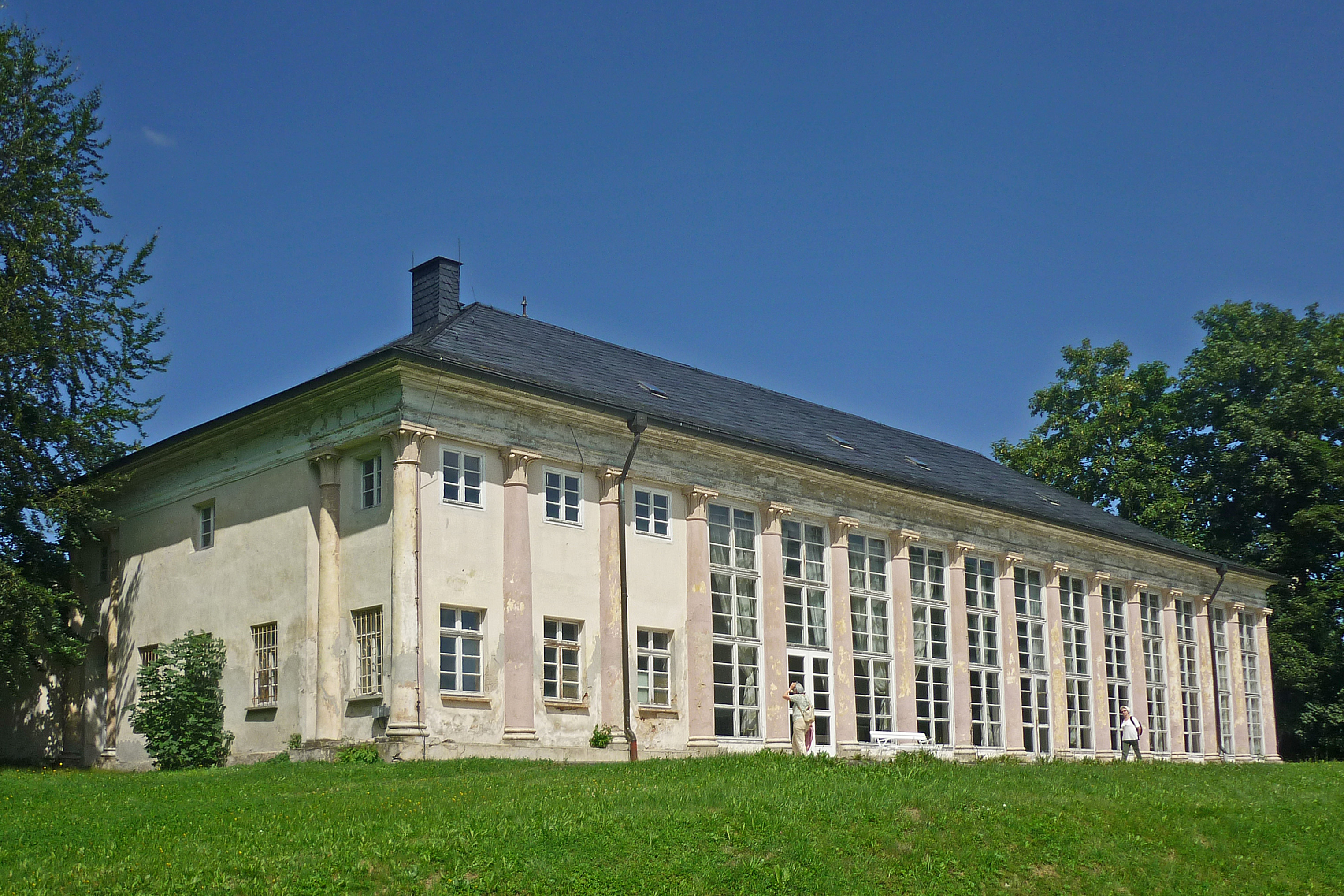
Orangerie

Schon 1718 gab es im herrschaftlichen Lustgarten eine erste Orangerie. In ihr war 1732 etwa die Hälfte der 500 Salzburger Exulanten untergebracht, die in Ebersdorf aufgenommen wurden. Das 1749 auf der Gartenseite des Schlosses errichtete Orangenhaus, bestehend aus Glashaus und Treibhaus, wurde 1788 wieder abgerissen. Im Zuge des Schlossumbaus entwarf Schuricht für den Vorwerksgarten eine neue Orangerie mit 16 korinthischen Säulen mit Palmenkapitellen an der ca. 35 Meter langen Gartenfront, die 1790 fertiggestellt wurde. 1828 entstanden hinter der Orangerie eine große Mauer zum Anbau von Spalierobst sowie ein Ananashaus. 1937 wurde die Orangerie grundlegend renoviert. Zur Zeit der DDR verfiel das Gebäude immer mehr, bis ab 1967 Freiwillige es soweit sanierten, dass 1969 darin eine Gaststätte eröffnet wurde, die 1989 mangels Nachfrage wieder schloss. Nachdem das Gebäude nur noch gelegentlich für Veranstaltungen genutzt wurde, beschloss der Stadtrat Saalburg-Ebersdorf im Oktober 2019 in Vorbereitung der Bundesgartenschau 2021 in Erfurt, bei welcher der Schlosspark Ebersdorf ein Außenstandort ist, ein Sanierungskonzept für die Orangerie erarbeiten zu lassen. Während der Bundesgartenschau ist eine Ausstellung in der Orangerie dem Botaniker Alwin Berger gewidmet, der in Ebersdorf zum Gärtner ausgebildet wurde. Außerdem organisierte der Schlossparkverein Ebersdorf e.V. eine Ausstellung zum Thema Park im Lebenslauf des Menschen.

## Park

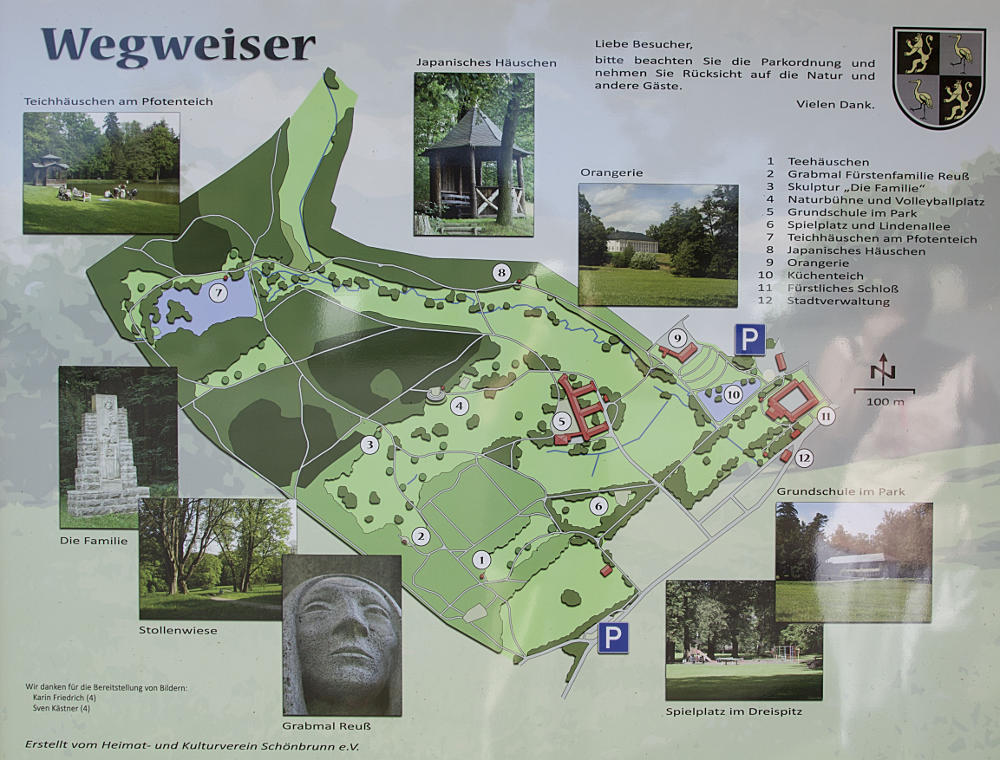
Wegweiser des Schlossparks

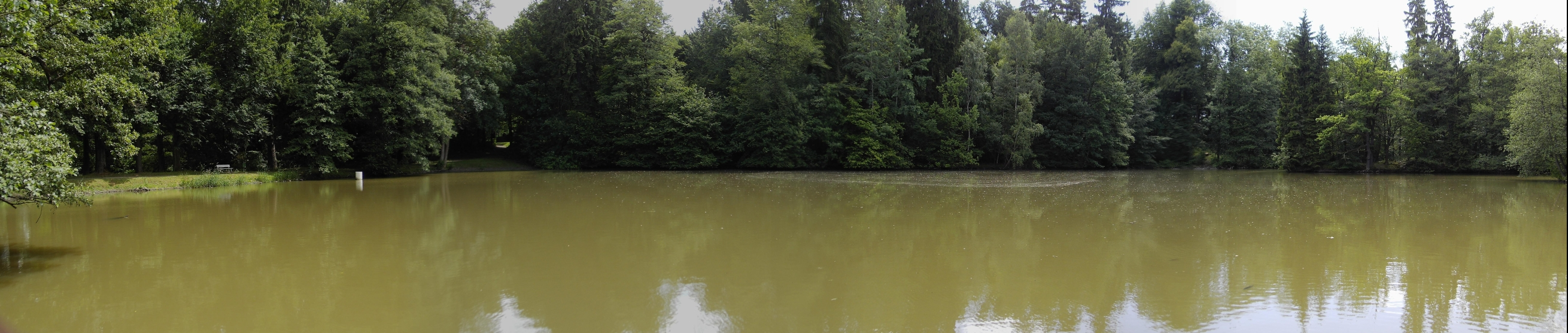
Pfotenteich im Schlosspark Ebersdorf (2008)

Der Schlosspark wurde ab dem Jahr 1710 vor der Südwestseite des Schlosses als Barockgarten angelegt. Nach und nach wurde dieser Lustgarten  erweitert, wobei Laubengänge, Pavillons und ein Vogelhaus errichtet wurden. Von 1801 bis 1807 wurde der Alte Garten zum Englischen Landschaftsgarten umgestaltet, wobei größere Flächen am rechten Talhang des Friesau-Baches einbezogen wurden. 1801 wurden 5.300 Bäumen hinter dem Küchengarten gepflanzt. 1803 waren es ca. 5.200 Weymouth-Kiefern, Birken und andere Laubbäumen oberhalb des Pfotenteiches und 1804 39.800 Bäume, darunter 1.000 Weymouth-Kiefern in den neuen Partien am Pfotenteich sowie 1805 noch einmal etwa 5.700 Bäume an gleicher Stelle. Am Pfotenteich befanden sich auch zwei Baumschulen, die kleinere der beiden war für Obstgehölze vorgesehen. Von 1805 bis 1810 wurden 229.400 Bäume und Sträucher aus Samen veredelt. Von 1808 bis 1848 wurde der Park durch weitere Baumpflanzungen vergrößert. In den 1820er Jahren wurde der Park erweitert, indem der alte Wall und der restliche Wassergraben um das Schloss eingeebnet wurden. 1878 war die Erweiterung abgeschlossen. Die in den Park führenden Lindenalleen erinnern an den Barockgarten.
Als Schöpfer des auf ca. 54 Hektar vergrößerten Parks gilt allgemein Christian Friedrich Schuricht, der schon vorher für den Schlossumbau verantwortlich war, obwohl sein Einfluss nicht belegt ist. Weiterentwickelt wurde der Park u. a. von 1900 bis 1926 vom Hofgärtner Walter Fintelmann, der der Gärtnerfamilie Fintelmann entstammte. Der Park war bis 1945 Eigentum der Familie Reuß, nach 1848 aber bis auf einen kleinen Teil für die Öffentlichkeit zugänglich. Durch die Bodenreform wurde er mit Wirkung vom 8. Mai 1945 Volkseigentum. Für den Parkgärtner Otto Keller (1952–1965) stand die Forstwirtschaft für die Waldbereiche des Parks im Vordergrund. Heute ist der Park Eigentum der Stadt Saalburg-Ebersdorf. Am 31. März 1958 wurde er zum Landschaftsschutzgebiet erklärt. Seit dem 1. Februar 1968 ist er geschützt als Denkmal der Landschafts- und Gartengestaltung von regionaler und überregionaler Bedeutung.

### Teehäuser
Es gibt drei Teehäuser im Schlosspark. Das Teehäuschen, ein achteckiger Holzbau, steht auf einer Anhöhe im Südwesten des Parks. Das Teichhäuschen, erstmals mit diesem Namen 1903 erwähnt, befindet sich am Pfotenteich im Nordwesten. Am nördlichen Rand des Parks wurde das Japanische Häuschen in den 1950er Jahren errichtet vom Ebersdorfer Baumeister Karl Scheidig.

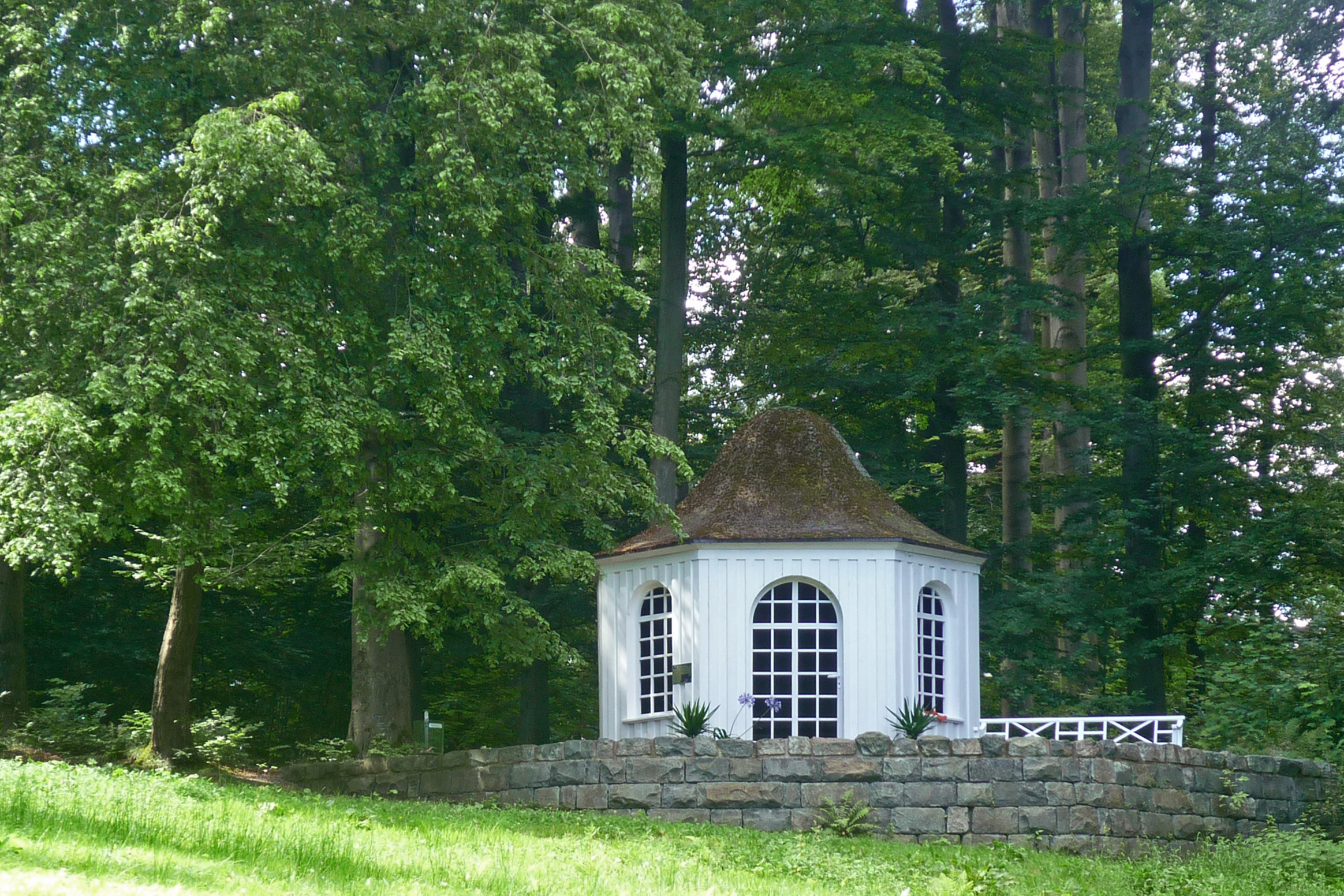
Teehäuschen
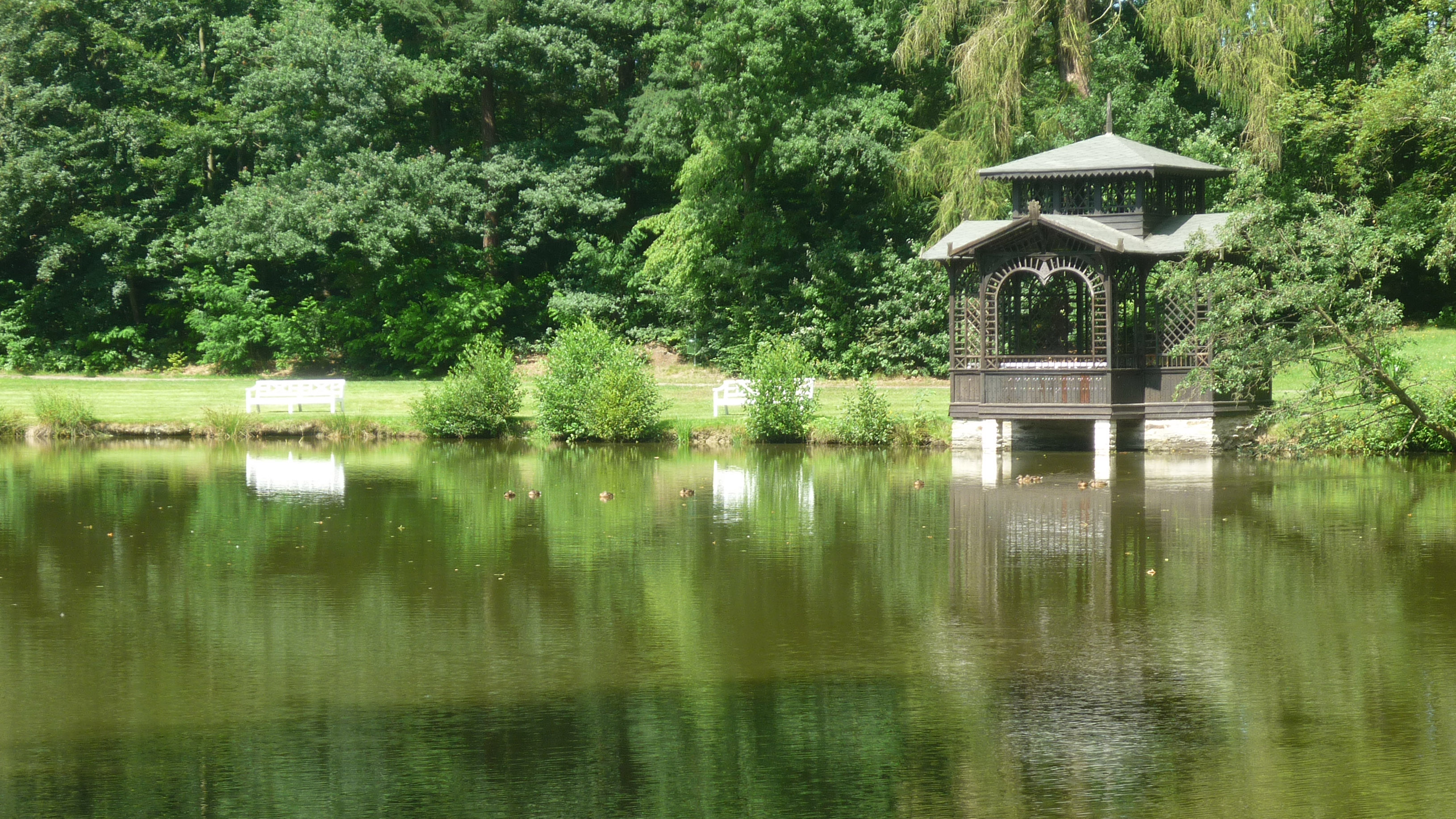
Teichhäuschen
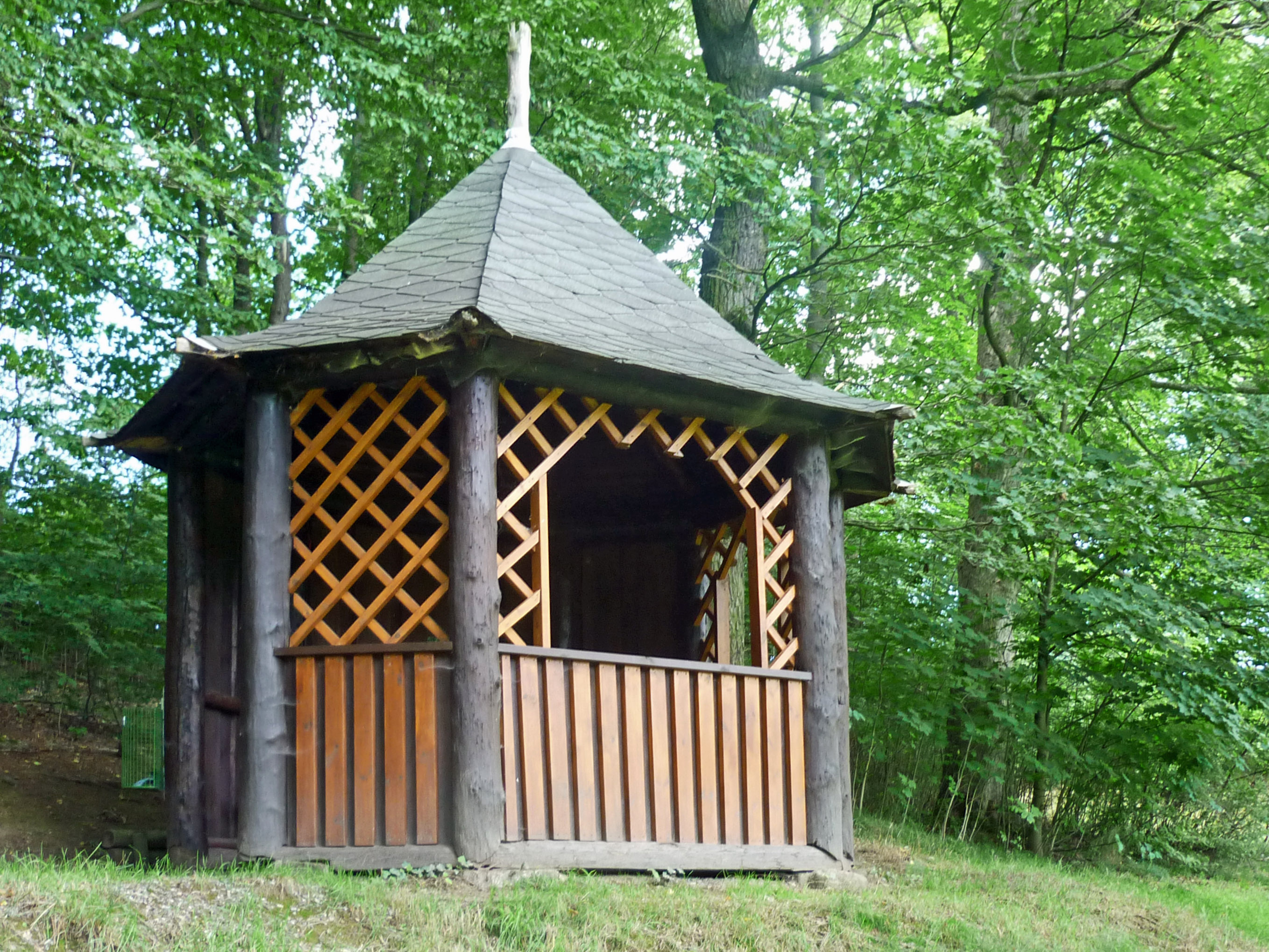
Japanisches Häuschen

### Grabmal der Familie Reuß
Im Südwesten des Parks befindet sich das Grabmal der Familie Reuß von Ernst Barlach. Heinrich XLV. hatte Barlach kennengelernt, nachdem der Prinz 1923 Leiter der dramaturgischen Abteilung am Reußischen Theater in Gera wurde. Im November 1929 gab es in Gera die Uraufführung des letzten Barlach-Dramas Die Gute Zeit. Ende 1929 erteilte Heinrich XLV. Barlach den Auftrag, ein Grabmal für seine Eltern und seine beiden früh verstorbenen Brüder zu schaffen. Die Skulptur entstand in Güstrow. Die vier Särge wurden am 6. August 1931 im Park Ebersdorf beigesetzt, nachdem sie von der Bergkirche Schleiz überführt worden waren. Das Grabmal ist die einzige Freilandskulptur Barlachs in Thüringen. Anlässlich seines 100. Geburtstages wurde 1995 neben dem Grabmal ein Gedenkstein für Heinrich XLV. aufgestellt. Der Prinz wurde am 18. August 1945 vom sowjetischen Militär verhaftet und gilt seitdem als vermisst. Es wird vermutet, dass er im Speziallager Nr. 2 in Buchenwald  ums Leben kam. Das Grabmal bleibt Eigentum der Stadt Saalburg-Ebersdorf, nachdem das Verwaltungsgericht Gera im Januar 2011 gegen eine Rückforderung entschieden hatte.

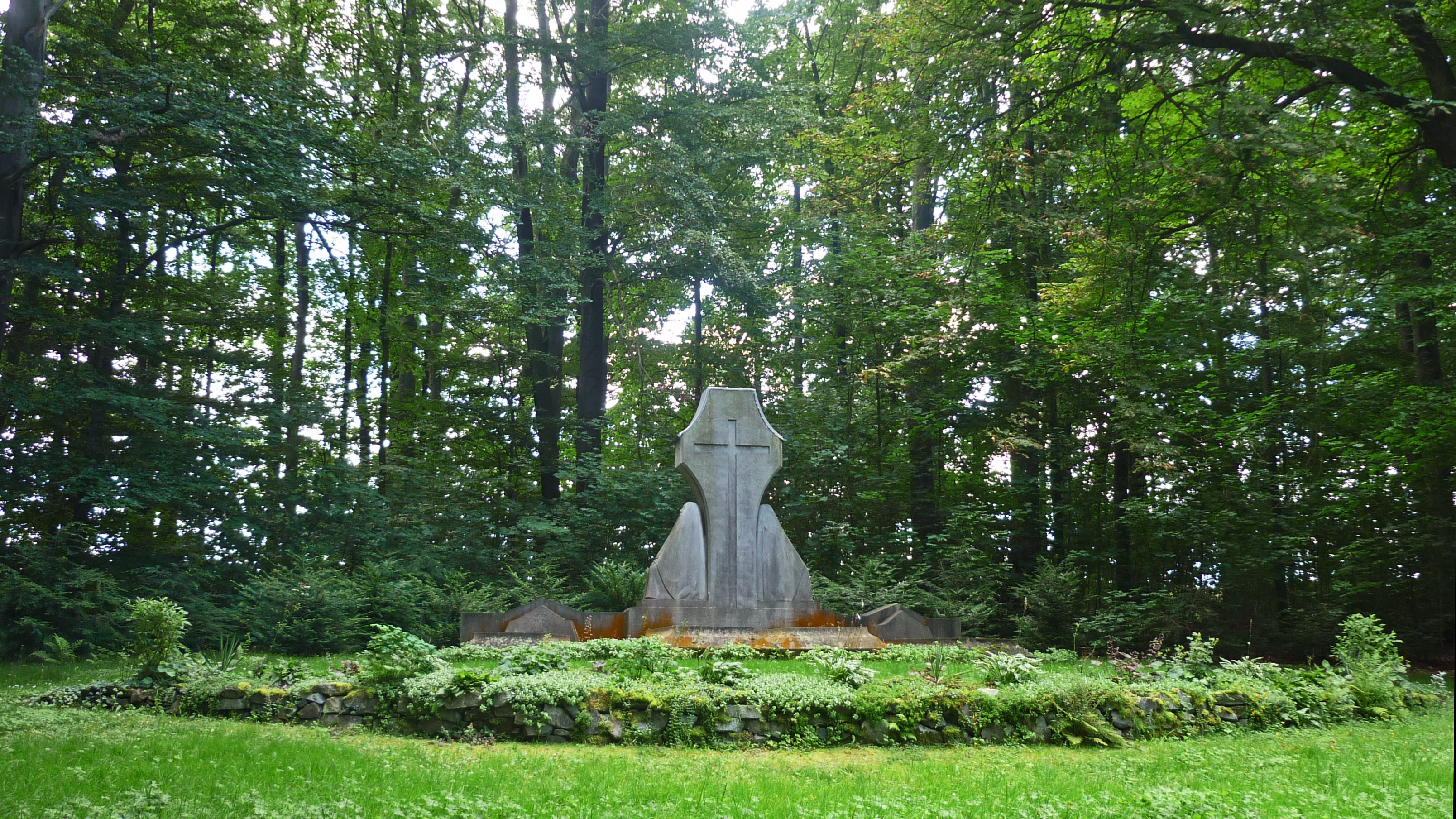
Grabmal Familie Reuß (Frontalansicht)
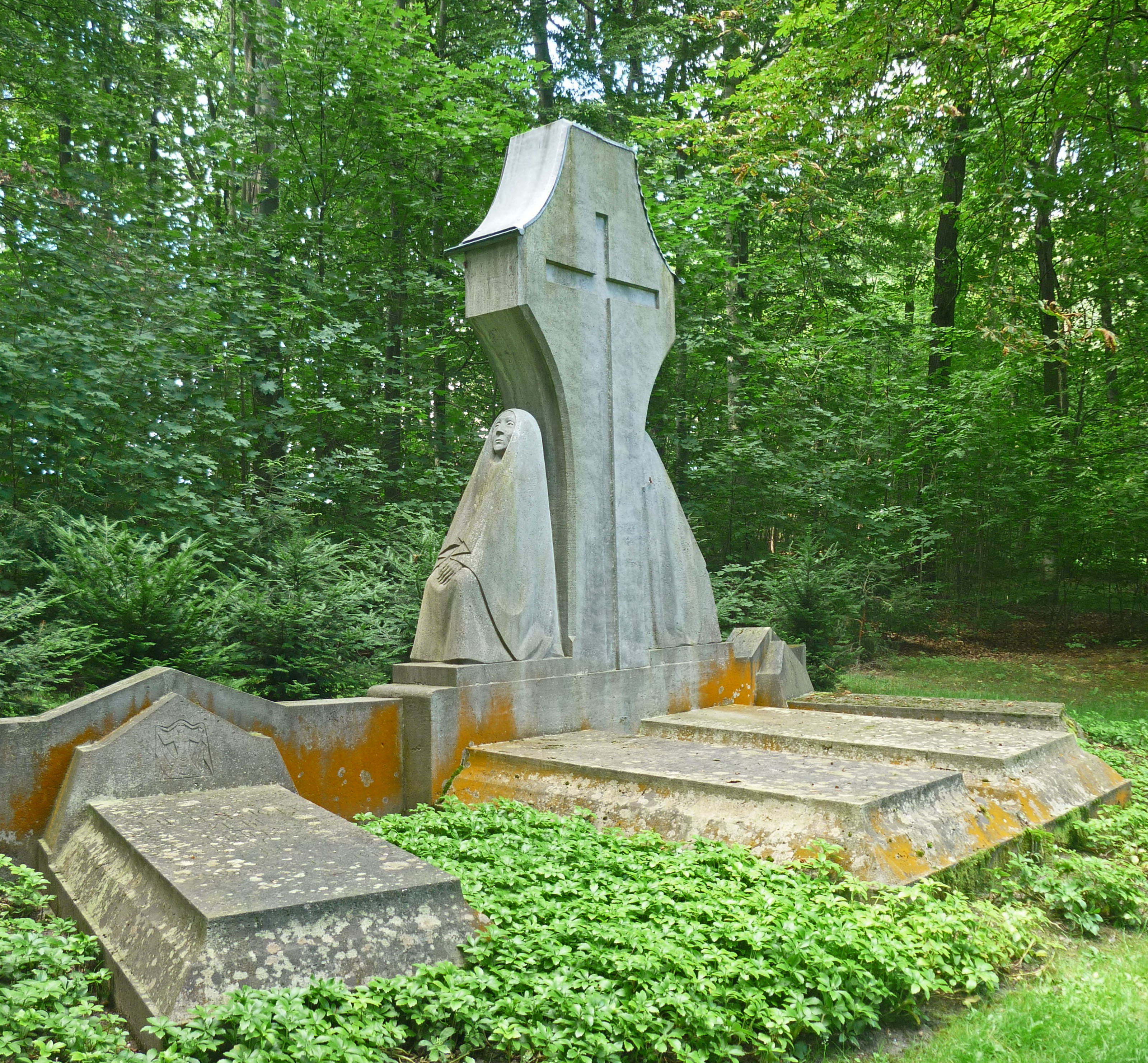
Grabmal Familie Reuß (Seitenansicht)
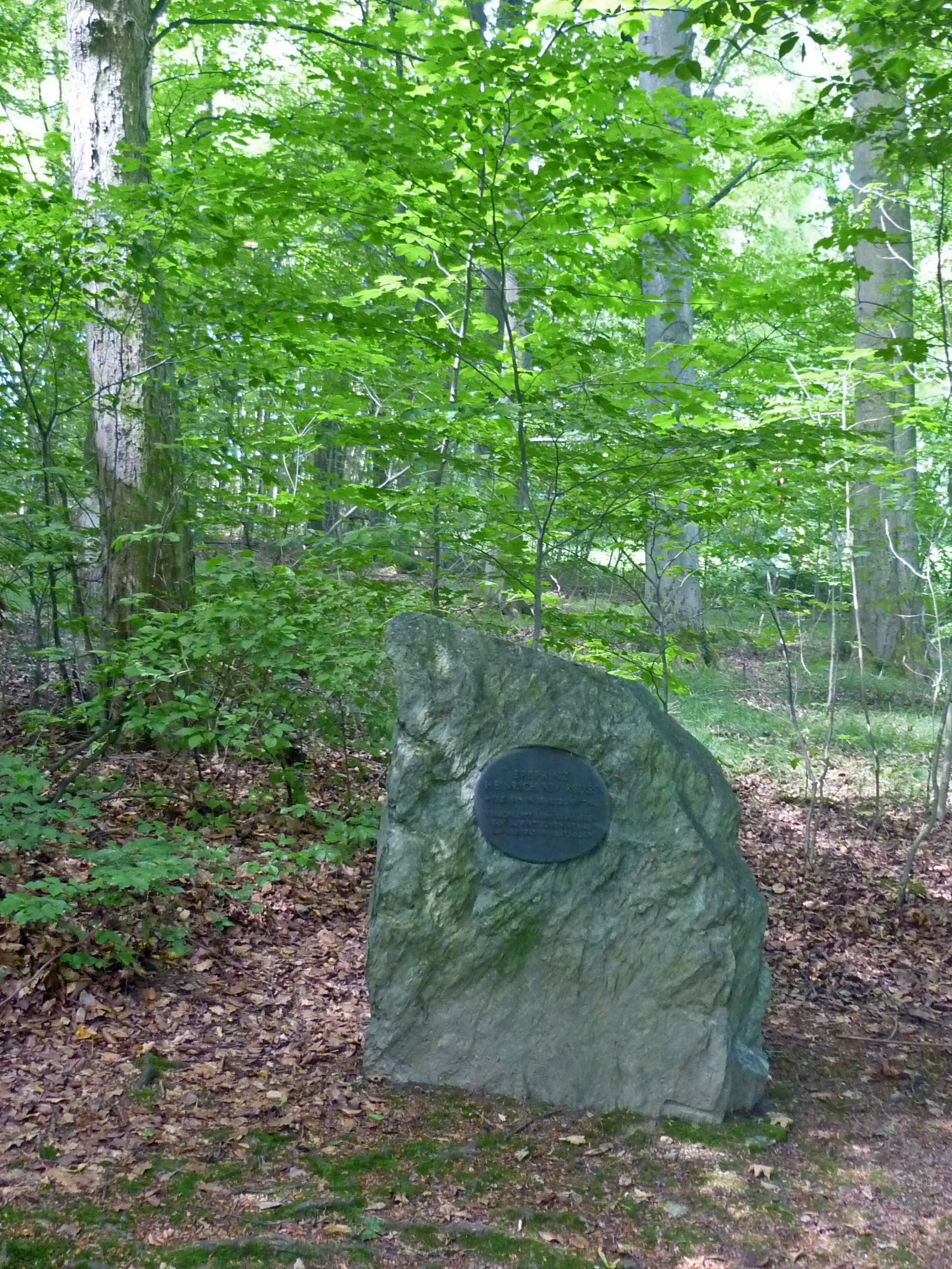
Gedenkstein für Erbprinz Heinrich XLV. Reuß

### SkulpturDie Familie

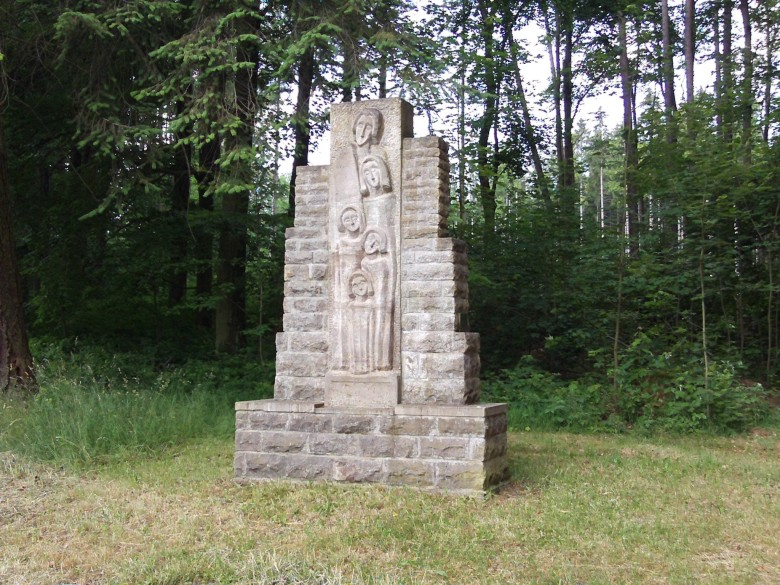
Skulptur Die Familie

Nordwestlich des Grabmals befindet sich seit 1987 die Skulptur Die Familie. Geschaffen wurde sie von dem in Ebersdorf bis zu seinem Tod ansässigen Bildhauer Friedrich Popp. Die Skulptur stellt reliefartig ein Elternpaar mit seinen drei Kindern als eine heile Familie dar.
Popp war 1968 nach Ebersdorf gezogen, um als freischaffender Künstler nach seiner Pensionierung zu arbeiten. In seinen fast 40 Jahren als Krankengymnast im Marienstift Arnstadt hatte er sich der Bildhauerei in seiner Freizeit gewidmet und war damit überregional bekannt geworden.

### Schule im Park
Die Grundschule im Park ist ein Denkmal.  An ihrer Stelle befand sich bis ungefähr 1945 das Prinzenhaus, eine Art Spielhäuschen mit Spielplatz für die Fürstenkinder.
Bei der Schule handelt sich um einen Flachbau mit drei Achsen. Jede Klasse hat Aussicht in den Park und könnte jederzeit in den Park gehen. Die als Polytechnische Oberschule errichtete Pavillonschule wurde von 1949 bis 1953 nach Plänen des Architekten Günther Hack (Erfurt) unter Mitwirkung des Architekten Hermann Henselmann (Berlin) erbaut. In der Region Ostthüringen war es die erste Schule, die nach dem Zweiten Weltkrieg neu errichtet wurde. 2013 erhielt sie den Thüringer Denkmalschutzpreis als Anerkennung für ihre Sanierung. Der Zuckertütenbaum der Schule ist eine stattliche alte Rotbuche.

### Naturbühne

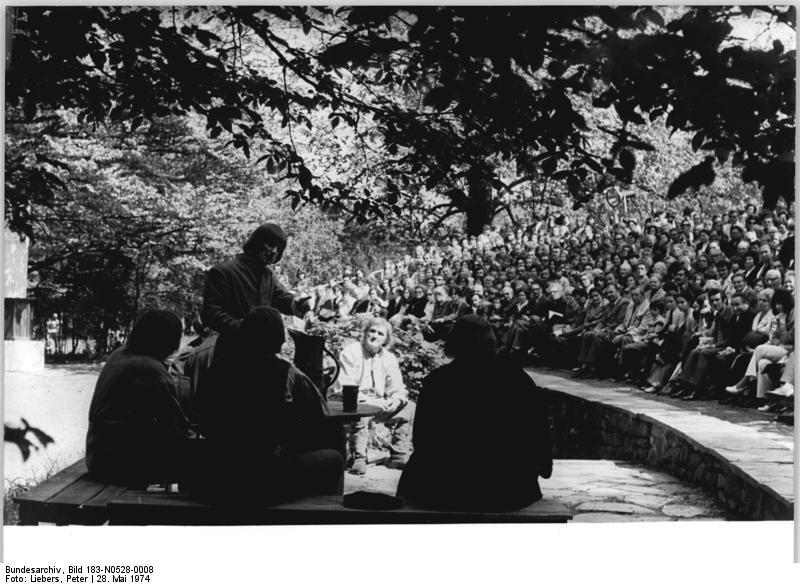
Vorstellung des Dorftheaters auf der Freilichtbühne im Mai 1974, „Thomas Müntzer“ von Friedrich Wolf

Die Naturbühne ist eine Freilichtbühne, die 600 Zuschauern Platz bietet in der Mitte des Schlossparks. An der Stelle befanden sich früher der Tennisplatz und das Borkenhäuschen der fürstlichen Familie. Erbaut wurde die Naturbühne 1964 vom Dorftheater Ebersdorf, ein von 1960 bis 1989 existierendes Laientheater, in dem zeitweise das halbe Dorf aktiv war. 1984 wurde noch ein kleines Regiehäuschen errichtet. Das Dorftheater trat auch bei Arbeiterfestspielen auf. Mit dem von Jürgen Kern inszenierten Brecht-Drama Mutter Courage und ihre Kinder gastierte das Dorftheater 1973 anlässlich des 75. Brecht-Geburtstages in Berlin. Nach dem Ende des Dorftheaters nutzt die Grundschule im Park die Bühne für Veranstaltungen. Da der Park als Außenstandort der Bundesgartenschau 2021 in Erfurt ausgewählt wurde, erfolgte die Sanierung der Naturbühne mittels einer Förderung aus dem LEADER-Programm der EU. Dabei wurde das Regiehaus neu gebaut. Um eine nachhaltige Nutzung der Anlage zu gewährleisten, wurde ein Kooperationsvertrag geschlossen zwischen der Stadt Saalburg-Ebersdorf und dem Schlossparkverein Ebersdorf e.V., der sich im Hinblick auf die Bundesgartenschau aus der Bürgerinitiative Schlosspark Ebersdorf heraus gegründet hatte. Inzwischen wird die Naturbühne auch für Gottesdienste sowie Buchlesungen genutzt.

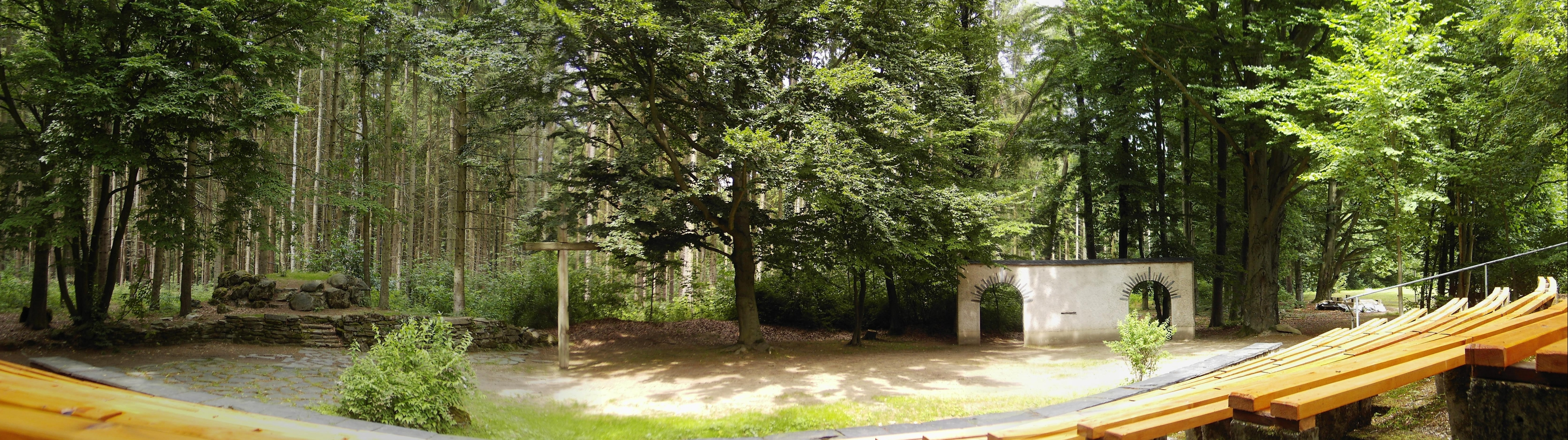
Naturbühne im Schlosspark Ebersdorf (2008)

### Parkmühle und Baumlehrpfad
Seit Ostern 2015 gibt es im Park am Friesaubach nahe der Donnerbrücke die Parkmühle. Ein Ebersdorfer Rentner hat dieses Modell einer unterschlächtigen Wassermühle gebaut. Die Donnerbrücke verdankt ihren Namen der Prinzessin Luise Adelheid (1890–1951), zweite Tochter von Heinrich XXVII., die das Down-Syndrom hatte. In ihrer Kindheit war der Höhepunkt bei Spazierfahrten mit dem Ponygespann durch den Park, wenn dieser Bachsteg überquert wurde. In der Beschleunigung des Gespanns für die folgende Steigung klangen die Hufe und die Kutschenräder auf den Bohlen des Steges für die Prinzessin wie Donnergrollen, so dass sie ausrief: „Die Donnerbrücke“, was sich am Fürstenhof und im Dorf verbreitete.
Der Baumlehrpfad ist das Ergebnis einer Projektarbeit von vier Schülern der
Regelschule in Bad Lobenstein, von denen drei die Grundschule im Park besucht hatten. Seit dem Frühjahr 2016 gibt es neben einzelnen Bäumen kleine Tafeln mit QR-Code, so dass per Smartphone Informationen zum jeweiligen Baum abgerufen werden können.

### Verschwundene Staffagen
Eine Anzahl von Staffagen verschwanden im Laufe der Zeit. Dazu zählt eine Fischerhütte im Nordosten des Pfotenteiches, die auf einem Aquarell aus dem Jahr 1811 abgebildet ist. 1826 wird sie als Herrschaftliches Lusthaus erwähnt. Außerdem gab es früher eine Fasanerie
(1839), das „Orangerie Hauß“, eine Wald-Scheune südöstlich des Pfotenteiches, das Gotische Haus sowie das Prinzenhaus. Ein Tennisplatz und ein kleines Haus mit Kegelbahn, das Borkenhäuschen, befanden sich am Ort der Naturbühne.